# VH1 Clásico
VH1 Clásico fue un programa musical de VH1 Latinoamérica. La duración promedio del programa era de entre 30 a 60 minutos. En él se transmitían éxitos de los artistas más destacados de la escena internacional y temas populares de los años '70, '80 y '90. En su último tramo también incluyó éxitos de la primera parte de los años 2000.
El bloque sobresalía por abarcar múltiples géneros musicales, desde el folk rock, baladas de soft rock y synth pop, hasta los movimientos grunge y brit pop. VH1 Clásico, en sus comienzos, mostraba rarezas musicales para el público latino, como los videos musicales de Thomas Dolby, Adam Ant, Don Henley y Devo.
VH1 Clásico comenzó en 2004 como un segmento de media hora dentro de la programación de MTV Latinoamérica llamado VH1 Clásico en MTV, anticipándose al lanzamiento de VH1 Latinoamérica como señal independiente. Tanto videos de la época dorada de MTV, más actuaciones en vivo de los '70 rotaban con mucha frecuencia en este ciclo.
Inaugurado el canal en ese mismo año, el programa se traslada a su señal homónima y extiende su duración habitual sumando media hora más.
Por entonces, el programa se centraba en los estilos musicales más populares, como el rock psicodélico, el glam rock, la música disco, la new wave y el eurodance. En VH1 Clásico sonaban bastante seguido canciones de grupos y solistas como The Rolling Stones, Rod Stewart, Queen, Bruce Springsteen, The Police, Michael Jackson, U2, Duran Duran, Prince, Madonna, Bryan Adams, Guns N' Roses, Nirvana y Oasis, entre otros.
Con los cambios de programación en VH1 durante 2013, este bloque deja de emitirse. En su lugar ahora figura Old is cool, reproduciendo listas de clásicos como su antecesor pero un poco más recientes, desde la década de 1980 hasta principios de los 2010.
- Datos: Q6158354